# Ricardo Villalobos
Ricardo Villalobos (La Florida, Santiago, Chile; 6 de agosto de 1970) es un DJ de música electrónica chileno. Su estilo se considera micro-house o minimal techno, y es una de las figuras más prominentes en este género.

## Biografía

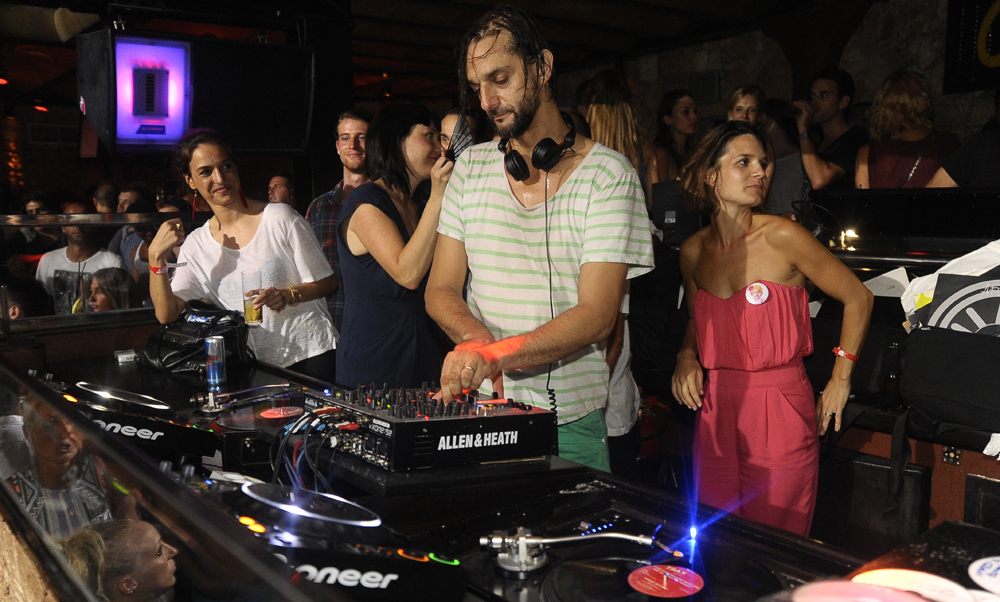
Ricardo Villalobos en Amnesia Ibiza, 2012

### Orígenes
Ricardo Villalobos nació en Santiago de Chile en 1970 de padre chileno y madre alemana. Su familia se exilió a Alemania en 1973 tras el golpe de Estado de Pinochet, y se establecieron en Seeheim-Jugenheim, estado de Hesse. Criado en una familia de músicos, comenzó a tocar las congas y bongos a la edad de diez años. Durante su adolescencia, fue influenciado por Depeche Mode, grupo que le dio a conocer la música electrónica. Además, también recibió influencias de Daniel Miller, Daniel Bell, Andrew Weatherall y, desde la década de 1990, Richie Hawtin.
Los ritmos sudamericanos que caracterizaron su infancia también son una importante fuente de inspiración para Villalobos. Según él, su padre fue un importante modelo a seguir y mentor para él, y gracias a él entró en contacto con muchos estilos de música: salsa y rock entre ellos. Fue su padre quien lo llevó por primera vez a una discoteca, la Dorian Gray de Frankfurt.
Fue en 1988, con 18 años, que Villalobos pinchó como DJ en una discoteca por primera vez, aunque ya lo había hecho previamente para eventos de su escuela.

### Debut
Fue a principios de la década de 1990 cuando se entusiasmó con el movimiento Acid House y se convirtió en DJ aficionado, mientras cursaba estudios universitarios. En 1992 debutó con el maxi single Overload y organizó fiestas techno ilegales (raves). En 1993, lanzó su primer disco en Placid Flavor, un sello que se mantuvo confidencial. Progresivamente, Villalobos fue ganando éxito y profesionalidad. En 1994 fue invitado por los organizadores del sello Ongaku a pinchar en su festival durante el eclipse solar del 4 de noviembre en Chile.
En 1995, en Fráncfort, fue DJ residente del club Box, y posteriormente del Omen, un club dirigido por Sven Väth. En 1997 comenzó a pinchar regularmente en los clubs de Ibiza, y en los clubs Cocoon y U60311 de Fráncfort. A partir de 1998 se dedicó de lleno a la producción musical y realizó lanzamientos en sellos independientes de renombre como Playhouse o Perlon.
En 1999 formó el duo Ric Y Martin junto con Dandy Jack (nombre real, Martin Schopf), otro DJ expatriado chileno en Alemania. En 2003, Ricardo Villalobos debutó con su primer álbum llamado Alcachofa, el cual fue positivamente valorado por la crítica musical, lo que contribuirá a su popularidad.

### Época contemporánea
Ricardo Villalobos sería una de las figuras clave de la eclosión del techno berlinés de los años 2000. Para el festival Mutek de Montreal, Canadá, de 2003, aunó a varios DJs del minimal techno para crear el grupo Narod Niki, en honor a los revolucionarios soviéticos naródniki. Este grupo de música minimal experimental está integrado por Akufen, Daniel Bell, Richie Hawtin, Robert Henke, Zip y, más tarde se uniría también, Carl Craig. Los Narod Niki volvieron a juntarse para el festival Sónar de Barcelona en 2007.
Entre sus frecuentes producciones, lanzó en 2008 una pieza titulada Enfants (dedicada al nacimiento de su hijo) que es una adaptación del coro Baba Yaga the Witch de Christian Vander.

## Estilo musical

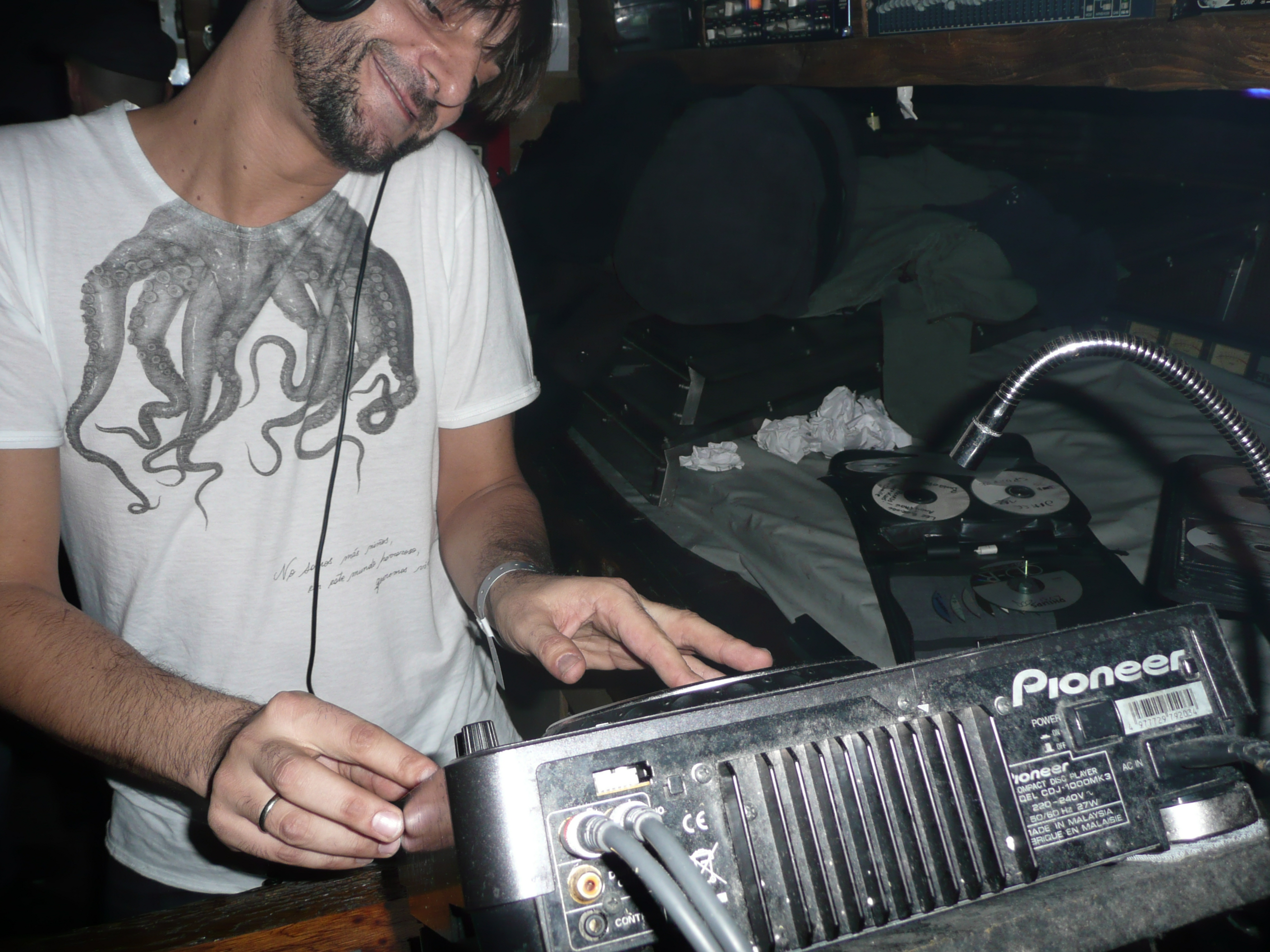
Villalobos en Fabric, 2008

Ricardo Villalobos es conocido por piezas muy progresivas, que varían de los 10 minutos a media hora, en ocasiones incluso más, incluyendo aspectos de la improvisación. Su música, lejos de los formatos más comerciales del género electrónico, fusiona sonidos tradicionales e instrumentales con ritmos abstractos y electrónicos. El riesgo creativo es una de las particularidades que encontramos en sus composiciones y remixes.
En 2007 lanzó el DJ mix no. 36 de la serie de mixes de Fabric (Fabric_36), el cual se compone exclusivamente de producciones personales. Este disco, similar a un álbum, que fue elogiado por la crítica. Cabe destacar, además, las reinterpretaciones electroacústicas que produjo en colaboración con Max Loderbauer de obras de jazz, extraídas del catálogo musical del sello ECM.

### Actuaciones
Desde 2005, Villalobos ha representado una renovación en la escena DJ internacional. Sus interpretaciones en vivo revelan un personaje pintoresco, alejado de los estándares típicos del Techno, un comportamiento festivo, cuya originalidad y espontaneidad es aplaudido por sus fans, no sin despertar polémica. En la escena techno, se ganó el apodo de 'Pillaglobos', debido a que los «globos» que se pilla son un descontrol. Villalobos se caracteriza por no amoldarse a las normas o códigos que tienen como fin proyectar o vender una imagen representativa particular.
En 2009, el director Romuald Karmakar le dedicó un documental, Villalobos, presentado en el Festival de Cine de Venecia.

## Discografía

### Álbumes
- Alcachofa (2003)
- Thé au Harem d’Archimède (2004)
- Seis Es Drum (2007)
- Vasco (2008)
- Re: ECM (con Max Loderbauer, 2011)
- Dependent and Happy (2012)
- Empirical House LP (2017)

### Maxis
- Sinus Poetry EP 12" (1993)
- The Contempt 12" (1995)
- N-DRA 12" (1996)
- Heike 12" (1998)
- Salvador 12" (1998)
- 808 The Bassqueen 12" (1999)
- Frank Mueller Melodram 12" (1999)
- Pino Jet Explosion 12" (1999)
- Que Belle Epoque 12" (2000)
- Tomorrov Cocktail 12" (2000)
- Bredow / Damm 3 12" (2001)
- 808 The Bass Queen / Filtadelic 12" (2003)
- Something Bad / You Wanna Start? 12" (2004)
- Achso 2x12" (2005)
- Chromosul 12" (2005)
- For Disco Only 2 12" (2005)
- Fizheuer Zieheuer 12" (2006)
- Salvador(2006)
- Que Belle Epoque 2006 12" (2006)
- Seive / Jimis 2006 12" (2006)
- Unflug Mixes 12" (2006)
- What You Say Is More Than I Can Say 12" (2006)
- What's Wrong My Friends? 2x12" (2006)
- Enfants (2008)
- Vasco EP part 1 (2008)

### Remixes
- Depeche Mode - Sinner in me 12" one side (2006)
- New Order - Confusion 12" one side (2007)
- Beck - Celle Phone's Dead 12" (2007)
- Shackleton - Blood on my hands 12" (2007)
- Mari Kvien Brunvoll - Everywhere you go (villalobos Celestial voice Ressurection mix /2013)

### CD mixes
- Love Family Trax (2002)
- Taka Taka (2003)
- Green & Blue (2006)
- Fabric 36 (2007)

## Pseudónimos
- Alliv Sobol
- Bispeed Black
- Richard Wolfsdorf
- Termiten
- Bajo Tierra
- Butric
- Chirurgie Boutique
- Gucci
- Hombre Ojo
- Odd Machine
- R & R
- Ric Y Martin
- Ricardo vs. Jay
- Richard Wolfsdorf
- Social Being
- Minta Spacew